# Luis Lobo
Luis Gustavo Lobo (Buenos Aires, 9 de noviembre de 1970) es un ex tenista argentino. Fue Subsecretario de deportes de la ciudad de Buenos Aires hasta el 29 de junio de 2020.
Su entrenador fue el tenista Charlie Gattiker (1956-2010).
Su trayectoria comienza en juveniles finalizando número 1 del tenis Argentino. Su etapa de profesionalismo comienza a los 19 años con éxitos en los challenger, llegó al puesto 140 en singles y tuvo una carrera exitosa en dobles. En los Juegos Panamericanos de 1995, obtuvo medalla de oro en la especialidad de dobles mixto junto a Patricia Tarabini y plata en dobles masculino junto a Javier Frana. En los Juegos Olímpicos de Atlanta 1996, llegaron a octavos de final.
Durante cinco años, estuvo dentro de los diez mejores parejas el mundo, acompañado por el reconocido tenista Javier Sánchez Vicario, clasificando dos veces al Tenis Master Cup que se realiza para las mejores ocho parejas del mundo. A lo largo de su carrera, participó en Copa Davis durante siete años consecutivos. 
Como entrenador dirigió durante tres años a Marcelo Ríos, Juan Mónaco, Agustín Calleri, Mariano Zabaleta, Carlos Moyá y David Nalbandian. En rol de capitán, ganó el Mundial por equipos disputado en Dusseldorf, Alemania el 22 de mayo de 2010. El equipo estuvo integrado por Juan Mónaco, Horacio Zeballos y Eduardo Schwank.

## Torneos del Grand Slam

### Dobles Mixtos

#### Finalista
| Año  | Campeonato    | Pareja          | Oponentes en la final           | Resultado |
| ---- | ------------- | --------------- | ------------------------------- | --------- |
| 1998 | Roland Garros | Serena Williams | Venus Williams Justin Gimelstob | 6-4 6-4   |

## Torneos ATP (12)

### Dobles (12)

#### Títulos
| Leyenda                |
| Grand Slam (0)         |
| Tennis Masters Cup (0) |
| ATP Masters Series (1) |
| ATP Tour (11)          |

| N.º | Fecha                    | Torneo         | Superficie    | Pareja                 | Oponentes en la final             | Resultado   |
| --- | ------------------------ | -------------- | ------------- | ---------------------- | --------------------------------- | ----------- |
| 1.  | 3 de octubre de 1994     | Atenas         | Tierra batida | Javier Sánchez Vicario | Cristian Brandi Federico Mordegan | 5-7 6-1 6-4 |
| 2.  | 10 de julio de 1995      | Gstaad         | Tierra batida | Javier Sánchez Vicario | Arnaud Boetsch Marc Rosset        | 6-7 7-6 7-6 |
| 3.  | 21 de agosto de 1995     | Umag           | Tierra batida | Javier Sánchez Vicario | David Ekerot Laszlo Markovits     | 6-4 6-0     |
| 4.  | 15 de abril de 1996      | Barcelona      | Tierra batida | Javier Sánchez Vicario | Neil Broad Piet Norval            | 6-1 6-3     |
| 5.  | 12 de agosto de 1996     | Umag           | Tierra batida | Pablo Albano           | Girts Dzelde Udo Plamberger       | 6-4 6-1     |
| 6.  | 6 de enero de 1997       | Sydney Outdoor | Dura          | Javier Sánchez Vicario | Paul Haarhuis Jan Siemerink       | 6-4 6-7 6-3 |
| 7.  | 3 de marzo de 1997       | Scottsdale     | Dura          | Javier Sánchez Vicario | Jonas Björkman Rick Leach         | 6-3 6-3     |
| 8.  | 5 de mayo de 1997        | Hamburgo TMS   | Tierra batida | Javier Sánchez Vicario | Neil Broad Piet Norval            | 6-3 7-6     |
| 9.  | 22 de septiembre de 1997 | Bucarest       | Tierra batida | Javier Sánchez Vicario | Hendrik Jan Davids Daniel Orsanic | 7-5 7-5     |
| 10. | 27 de octubre de 1997    | Bogotá         | Tierra batida | Fernando Meligeni      | Karim Alami Maurice Ruah          | 6-1 6-3     |
| 11. | 23 de julio de 2001      | Kitzbühel      | Tierra batida | Àlex Corretja          | Simon Aspelin Andrew Kratzmann    | 6-1 6-4     |
| 12. | 23 de septiembre de 2002 | Palermo        | Tierra batida | Lucas Arnold Ker       | František Čermák Leoš Friedl      | 6-4 4-6 6-2 |

#### Finalista (8)
| Leyenda                |
| Grand Slam (0)         |
| Tennis Masters Cup (0) |
| ATP Masters Series (1) |
| ATP Tour (7)           |

| N.º | Fecha                 | Torneo       | Superficie    | Pareja                 | Oponentes en la final             | Resultado   |
| --- | --------------------- | ------------ | ------------- | ---------------------- | --------------------------------- | ----------- |
| 1.  | 9 de enero de 1995    | Auckland     | Dura          | Javier Sánchez Vicario | Grant Connell Patrick Galbraith   | 4-6 3-6     |
| 2.  | 27 de febrero de 1995 | Scottsdale   | Dura          | Javier Sánchez Vicario | Trevor Kronemann David Macpherson | 6-4 3-6 4-6 |
| 3.  | 24 de abril de 1995   | Montecarlo   | Tierra batida | Javier Sánchez Vicario | Jacco Eltingh Paul Haarhuis       | 3-6 4-6     |
| 4.  | 1 de mayo de 1995     | Munich       | Tierra batida | Javier Sánchez Vicario | Trevor Kronemann David Macpherson | 3-6 4-6     |
| 5.  | 29 de abril de 1996   | Praga        | Tierra batida | Javier Sánchez Vicario | Yevgeni Káfelnikov Daniel Vacek   | 3-6 7-6 3-6 |
| 6.  | 16 de julio de 2001   | Amersfoort   | Tierra batida | Àlex Corretja          | Paul Haarhuis Sjeng Schalken      | 4-6 2-6     |
| 7.  | 11 de febrero de 2002 | Viña del Mar | Tierra batida | Lucas Arnold Ker       | Gastón Etlis Martín Rodríguez     | 3-6 4-6     |
| 8.  | 8 de abril de 2002    | Casablanca   | Tierra batida | Martín García          | Stephen Huss Myles Wakefield      | 4-6 2-6     |

#### Clasificación en torneos del Grand Slam
| Torneo               | 2003 | 2002 | 2001 | 2000 | 1999 | 1998 | 1997 | 1996 | 1995 | Títulos |
| -------------------- | ---- | ---- | ---- | ---- | ---- | ---- | ---- | ---- | ---- | ------- |
| Abierto de Australia | 2r   | -    | -    | -    | -    | CF   | 3r   | 2r   | 1r   | 0       |
| Roland Garros        | 1r   | 1r   | -    | -    | -    | 2r   | 2r   | 3r   | 1r   | 0       |
| Wimbledon            | -    | 2r   | -    | -    | -    | -    | -    | -    | -    | 0       |
| US Open              | -    | 1r   | 2r   | -    | 2r   | CF   | 2r   | CF   | 1r   | 0       |
| Tennis Masters Cup   | -    | -    | -    | -    | -    | -    | -    | -    | -    | 0       |